# Acacia sekhukhuniensis
Acacia sekhukhuniensis é uma espécie de leguminosa do gênero Acacia, pertencente à família Fabaceae.